# Polystichum elmeri
Polystichum elmeri är en träjonväxtart som beskrevs av Edwin Bingham Copeland. Polystichum elmeri ingår i släktet Polystichum och familjen Dryopteridaceae. Inga underarter finns listade.